# آدامزویل (دلاور)
آدامزویل (به انگلیسی: Adamsville) یک منطقهٔ مسکونی در ایالات متحده آمریکا است که در دلاویر واقع شده‌است. آدامزویل ۳۵٫۹۷ متر بالاتر از سطح دریا واقع شده‌است.